# Historická výstavní budova Slezského zemského muzea
Historická výstavní budova Slezského zemského muzea se nachází v Komenského ulici v Opavě. Je chráněna jako kulturní památka České republiky.

## Historie

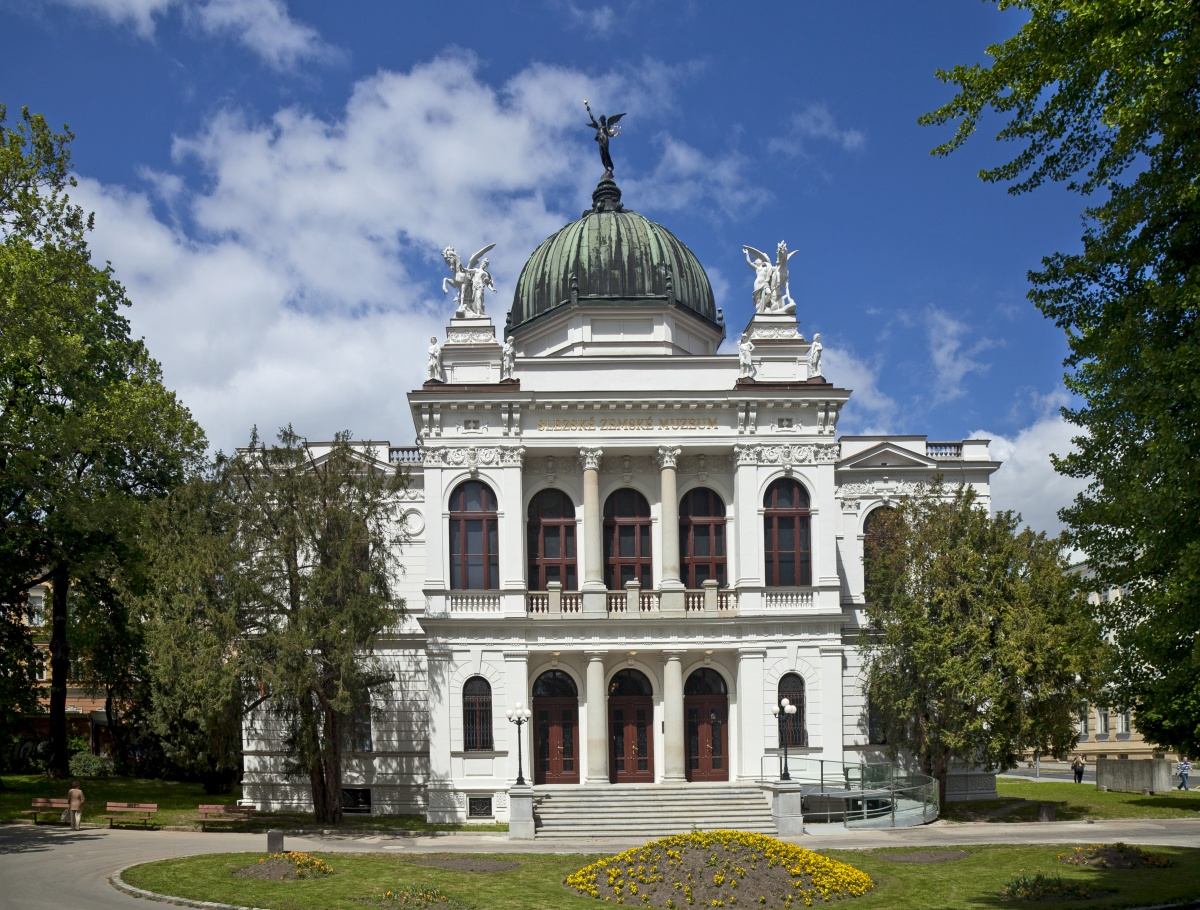
Historická výstavní budova v roce 2012

Budova byla vystavěna pro potřeby uměleckoprůmyslového muzea, založeného v Opavě v roce 1882 z podnětu Obchodní a živnostenské komory, která také stavbu financovala, a to na pozemku věnovaném knížetem Lichtenštejnem.

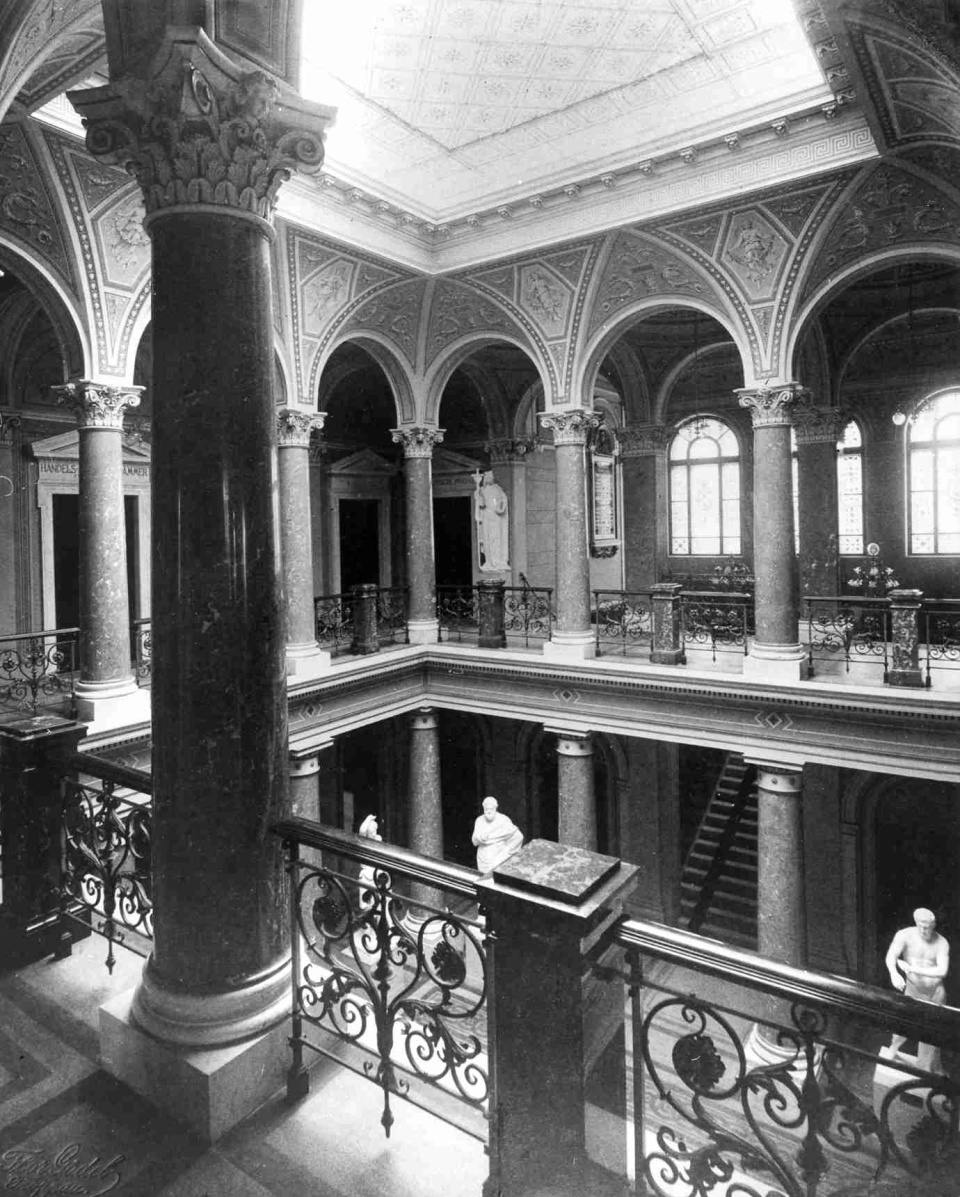
Historická výstavní budova v roce 1895 - interiér

Historická výstavní budova je jedním z šesti expozičních areálů Slezského zemského muzea. Jedná se o volně stojící neorenesanční objekt, vybudovaný pro účely Muzea císaře Františka Josefa pro umění a řemesla, založeného v Opavě v roce 1882 z podnětu Obchodní a živnostenské komory, která také stavbu financovala, a to na pozemku věnovaném knížetem Lichtenštejnem.
Budova byla postavena podle návrhu vídeňských architektů Johanna Scheiringera a Franze Kachlera v letech 1893–1895 na téměř čtvercovém půdorysu. Sochu Genia a sousoší Pegasů pro výzdobu kopule vyhotovil vídeňský sochař Theodor Friedel. Boční fasáda je situovaná k ulici Komenského, bohatě zdobené průčelí se obrací do městského parku. Sochařská výzdoba průčelí, kde byly instalovány alegorické postavy Malířství, Sochařství a Architektury, byla dílem vídeňského sochaře Karla Schwerzeka.
Monumentální budova, vycházející tvaroslovně z pozdní renesance, byla na jaře 1945 vážně poškozena bombardováním. Následná rekonstrukce trvala deset let a vedla k modernistickému řešení interiéru, jež respektovalo plášť budovy a její původní dispozici.
V roce 1955 byla v rekonstruovaném objektu zpřístupněna první poválečná expozice, která sledovala soudobý trend „zesoučasnění“ prezentace historie Slezska. Ideově politická doktrína ovlivnila i tvářnost a pojetí druhé poválečné expozice, jejíž otevření připadlo na rok 1981. Pod názvem Vývoj přírody a společnosti v Severomoravském kraji zahrnovala jak přírodovědnou problematiku, tak společenské vědy. Ty byly prezentovány odděleně v samostatných expozičních celcích, určovaných dispozicí budovy. V roce 1985 byla Historická výstavní budova prohlášena nemovitou kulturní památkou.
Poměrně záhy po zpřístupnění expozice veřejnosti došlo k uzavření budovy z důvodu technicky náročné výstavby kopule nad uličním traktem. Po jejím dokončení byla reinstalována část bývalého Lichtenštejnského sálu (tj. prostor, který byl opticky otevřen do kopule) a následně proběhla další změna v části orientované do parku, kde byla umístěna kabina nákladního vozu Tatra a vybudováno centrum pro edukaci. Tato část, jakož i navazující, byla ovšem již záhy – prakticky hned po listopadu 1989 – deinstalována.
Polistopadovým změnám se nevyhnula ani protilehlá část prvního patra, kde byl uzavřen průchod mezi výstavními sály, vzniklý vložením spojovacího krčku vedeného skrze boční schodiště. Změny byly vyvolány mj. nutností rekonstrukce střechy z důvodu zatékání dešťové vody. Zanikla tak stálá expozice archeologie a historie. Opakovaně se řešily i technické závady v přízemí budovy.
Stručně popsaná situace objektu ukazuje, že se již dlouho před rokem 2010 ocitl ve fatálním stavu. Mimo stavebně technické problémy trpělo samo expoziční využití po roce 1989 provizorii a neujasněnostmi a řešilo se případ od případu (např. z opavské části výstavy Od gotiky k renesanci /1999/ se stala nedobrovolná „stálá expozice“, jež byla deinstalována až před zahájením rekonstrukce v roce 2010). Nutnost komplexního řešení historické výstavní budovy byla tedy důsledkem fyzického stavu objektu, provozních a technických nedostatků a dlouholeté absence koncepčního expozičního využití objektu, jenž by odrážel aktuální stav bádání v oblasti dějin a kultury českého Slezska se znalostí dnešních trendů muzejní prezentace a současně zohledňoval zkušenosti několika generací pracovníků Slezského zemského muzea.
Zrekonstruovaná budova s novou expozicí Slezsko byla veřejnosti zpřístupněna v květnu 2012.

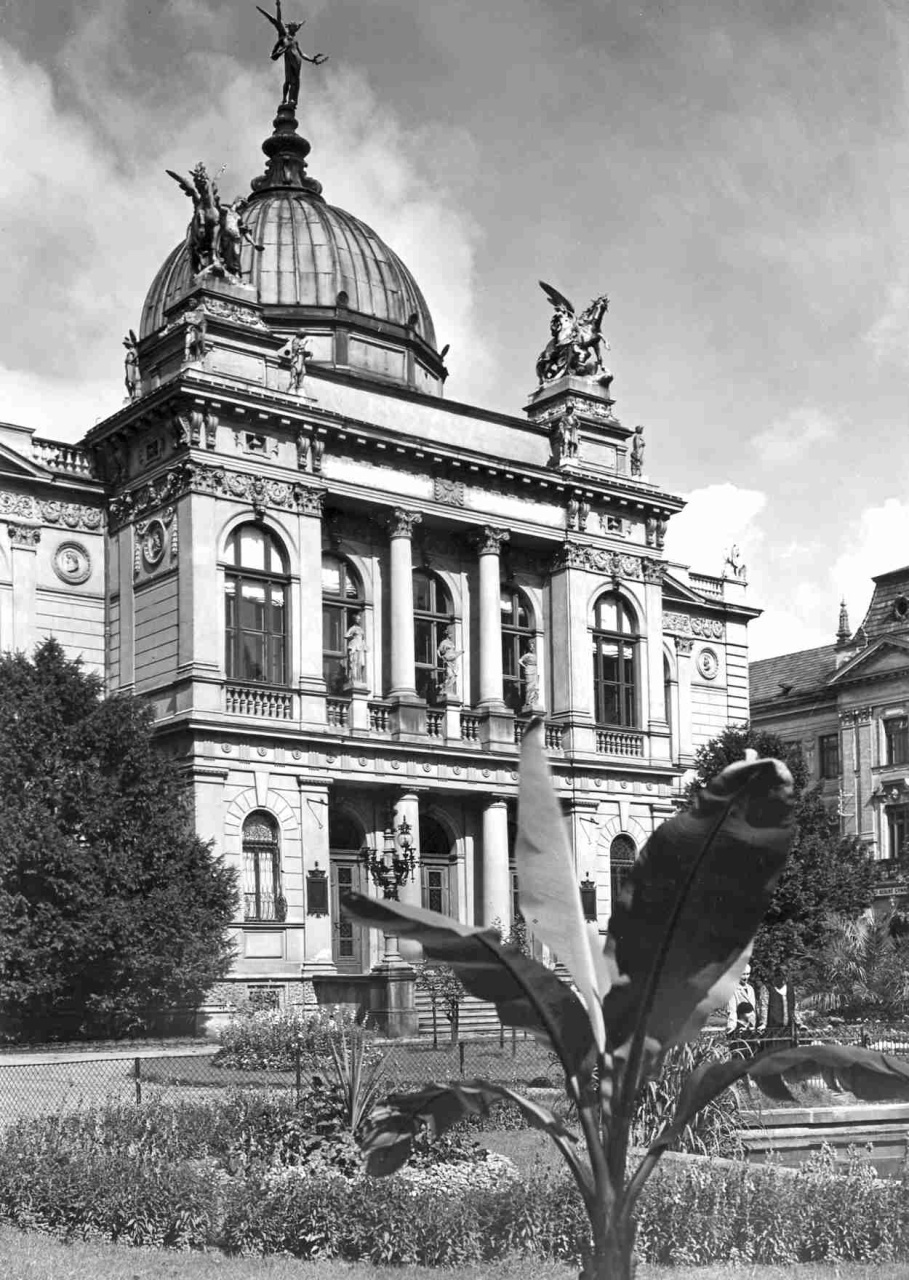
Historická výstavní budova v roce 1928
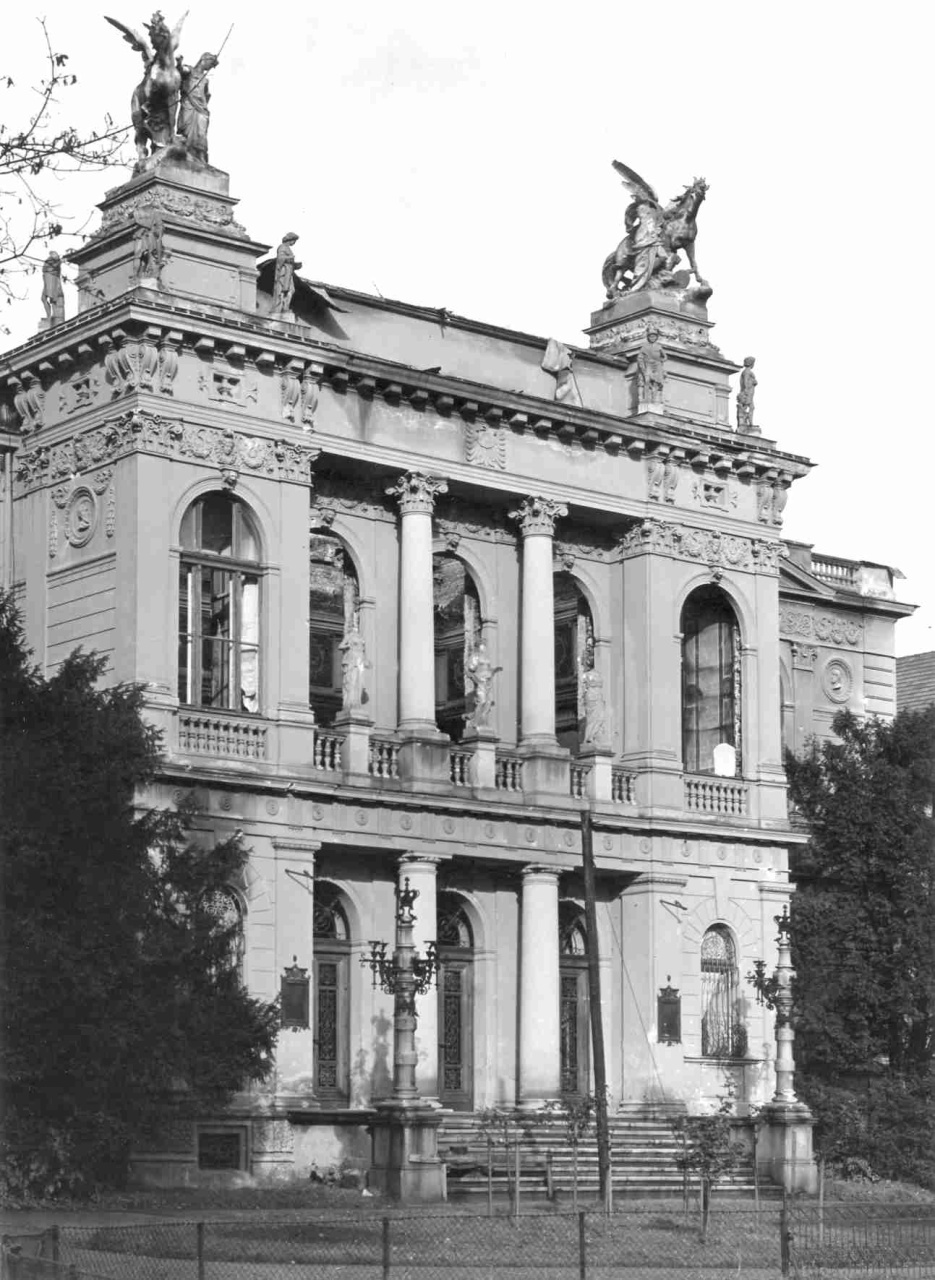
Historická výstavní budova v roce 1945
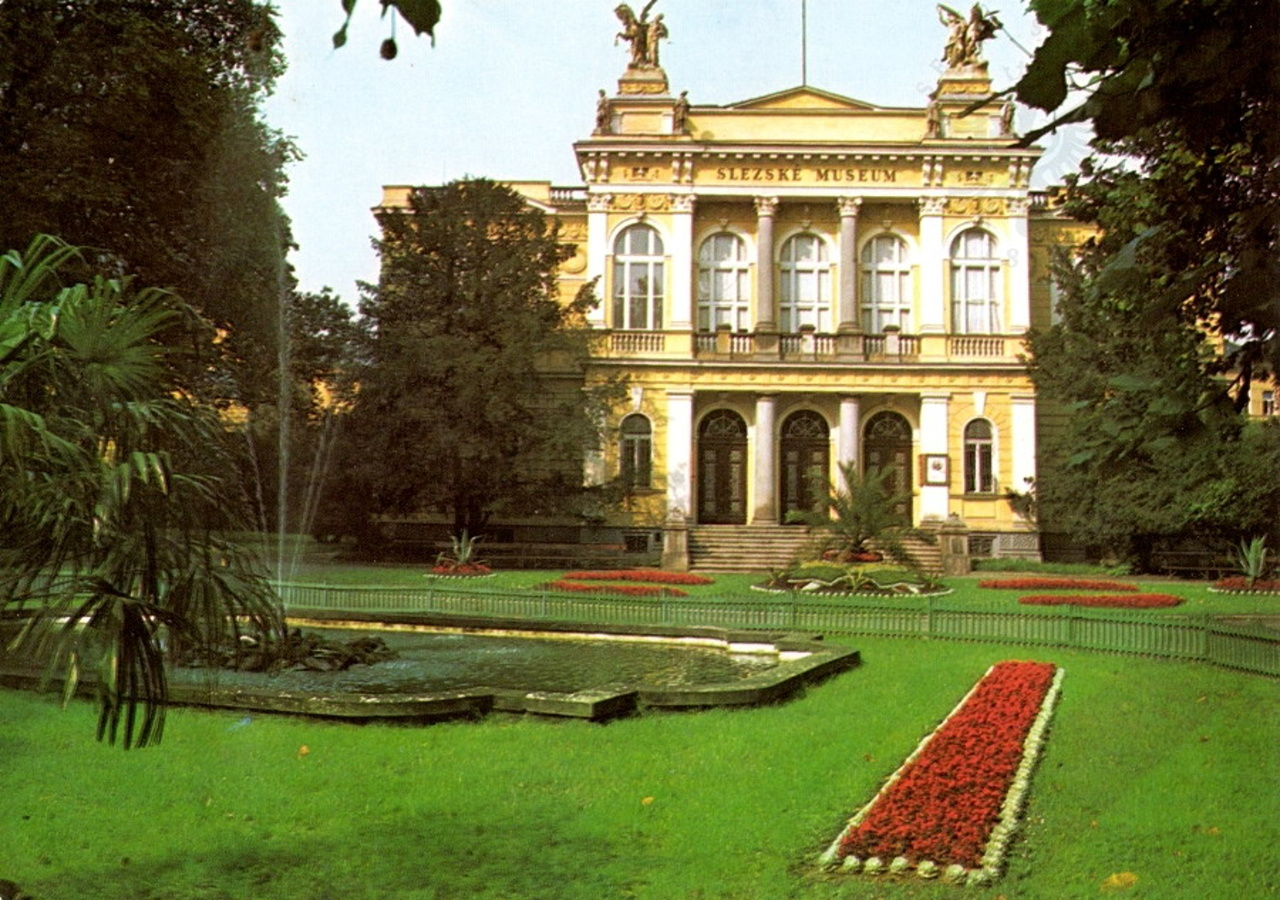
Historická výstavní budova - stav zrekonstruované budovy po II. světové válce do roku 1984
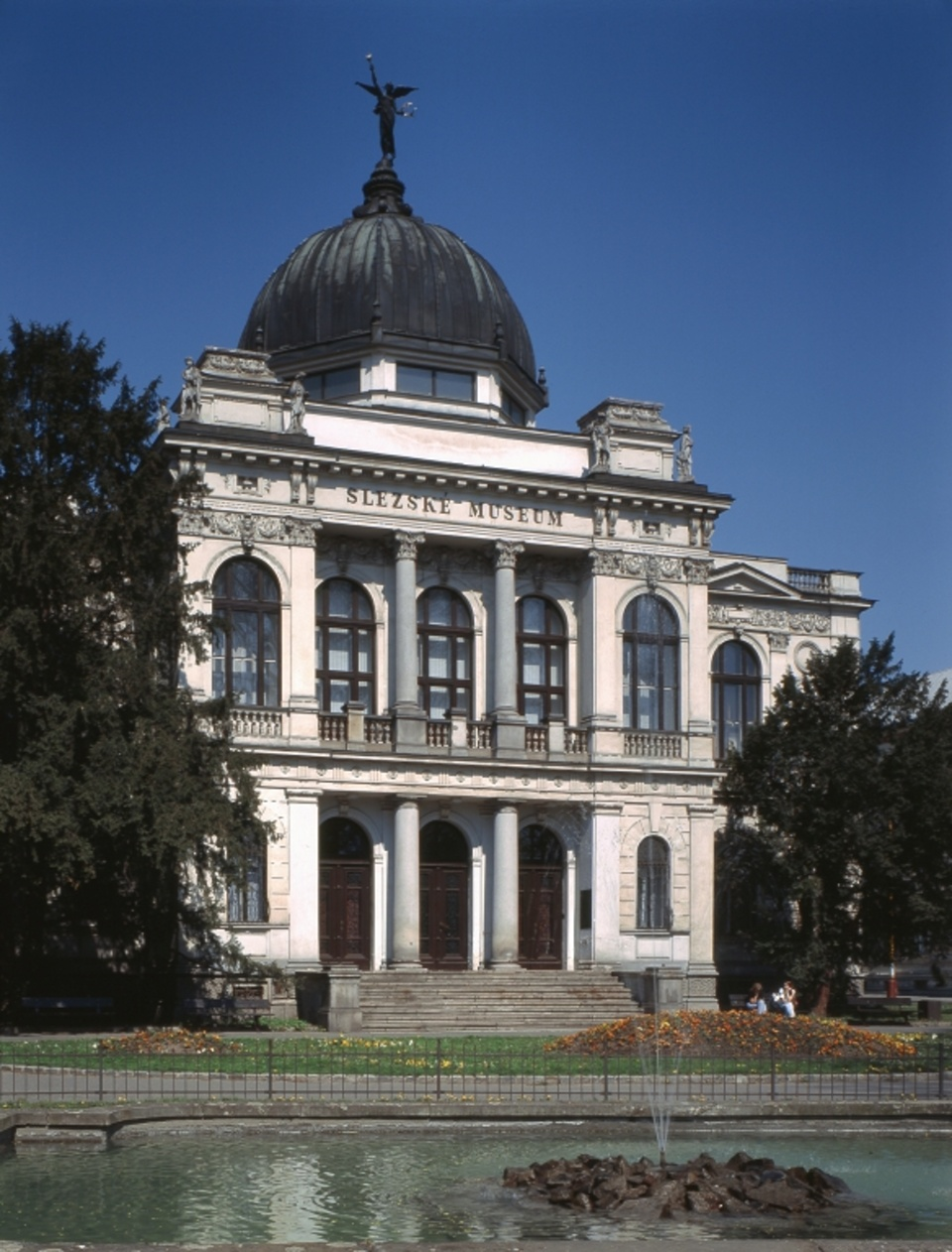
Historická výstavní budova - stav po roce 1984
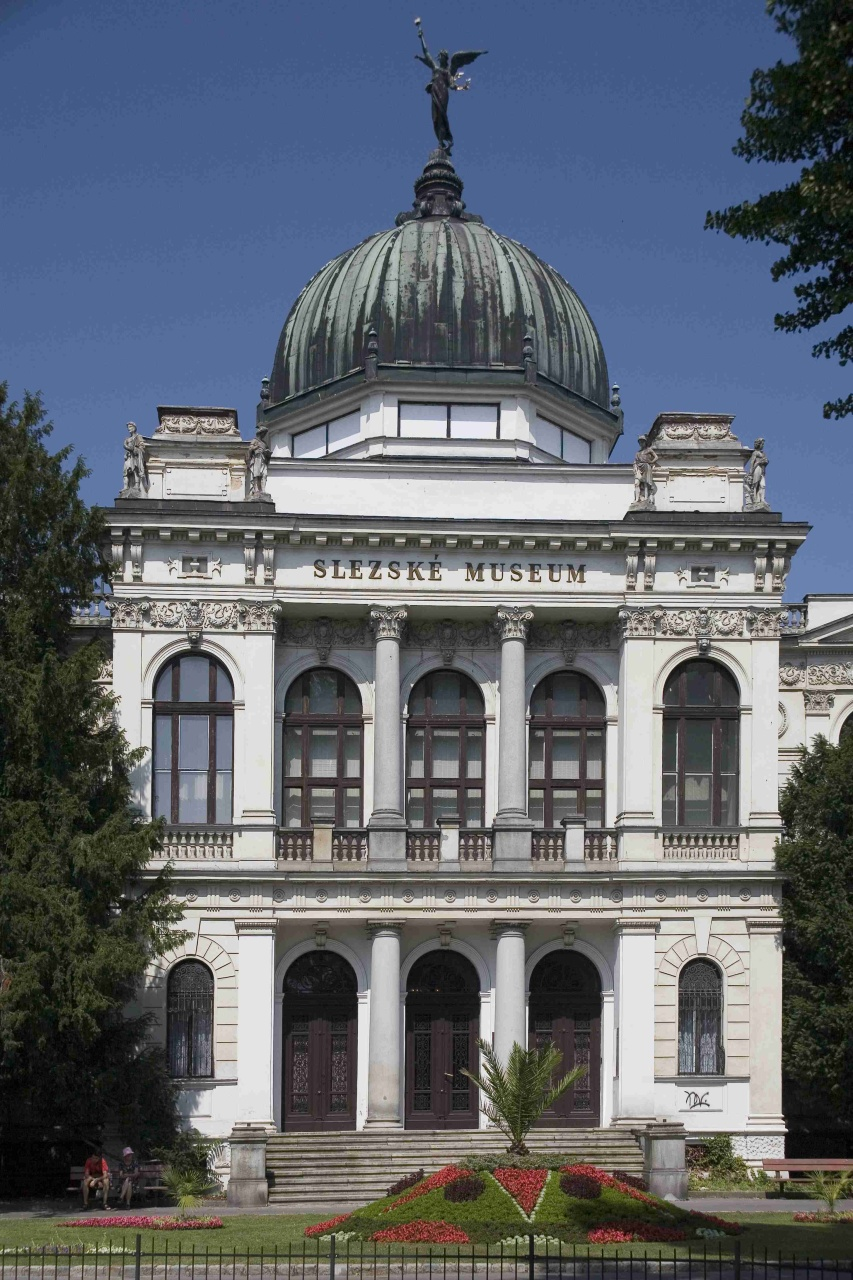
Historická výstavní budova v roce 2008
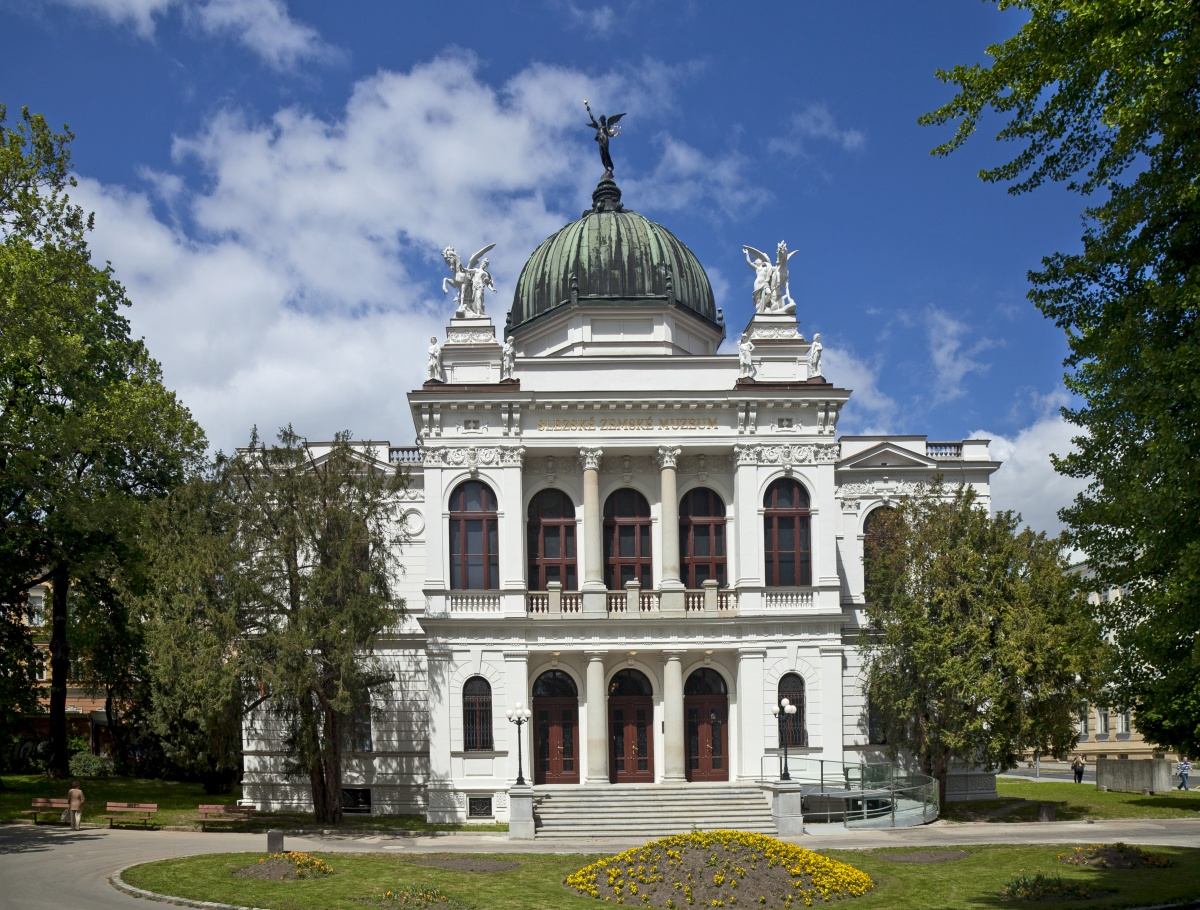
Historická výstavní budova v roce 2012

## Současná expozice - Expozice Slezsko
Expozice Slezsko je zaměřena na přírodní a kulturněhistorické fenomény v současnosti nejmenší historické země České republiky – Slezska. S ohledem na velmi bohatý sbírkový fond Slezského zemského muzea a vzhledem k omezenému prostoru je nový koncept řešením, které umožňuje seznámit návštěvníky s co nejširším spektrem sbírkových předmětů a témat vztahujících se k přírodnímu a kulturnímu bohatství Slezska. Expozice Slezsko zahrnuje všechna tři podlaží Historické výstavní budovy. Vůbec poprvé v historii jsou zpřístupněny i sklepní prostory. První oddíl expozice nese název PŘÍRODA SLEZSKA, druhá část KŘÍDLA MYŠLENEK, část třetí se jmenuje ENCYKLOPEDIE SLEZSKA a závěrečný oddíl je nazvaný HISTORIE SLEZSKA.

### Příroda Slezska

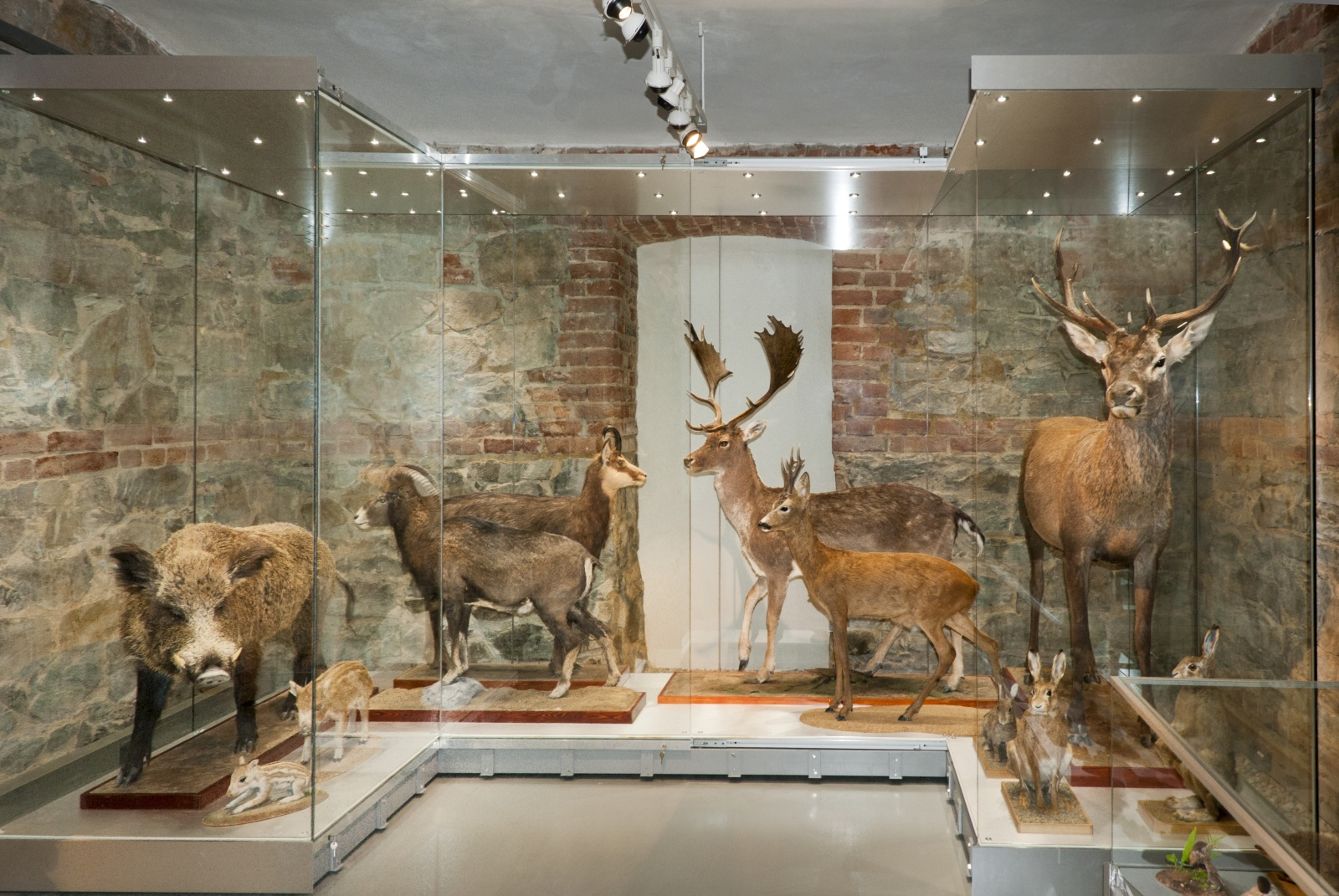
Expozice Příroda Slezska

Hlavní úlohou expozice Příroda Slezska je přiblížení přírodních podmínek a biodiverzity regionu s přesahy do dalších evropských a světových oblastí. Krajina Slezska skýtá velké množství dokladů historie přírody. Geologická část ukazuje ve zkratce nejstarší historii a geologický vývoj na exponátech ze Slezska a severní Moravy.
Je to oblast z geologického hlediska velice rozmanitá, protože se zde stýkají dvě odlišné geologické jednotky – Český masiv a Karpatská soustava. Ve svrchním karbonu vznikla hornoslezská pánev s ložiskem černého uhlí – ostravsko-karvinský revír.
Slezsko je nejdůležitější oblastí čtvrtohorního zalednění v České republice. Významné jsou slezské sopky z rozhraní třetihor a čtvrtohor, jako například Velký Roudný, Uhlířský vrch, Mezina a Bílčice. Na zkamenělinách se ukazuje rozvoj rostlin a živočichů na našem území od prvohor po čtvrtohory. Vedle karbonských vrstev jsou na faunu a flóru zvláště bohaté druhohorní sedimenty, nejlépe dochované v pohoří Moravskoslezských Beskyd, které se jako součást Karpatské soustavy vyvrásnily v třetihorách.
Zvláště významné a bohaté na zvířecí zkameněliny jsou unikátní štramberské vápence vzniklé nahromaděním schránek mořských živočichů. Korálový útes u Štramberku patří mezi nejbohatší paleontologická naleziště v České republice. Poslední třetihorní záplava zasáhla na Opavsko a Hlučínsko a vytvořila zde ložiska sádrovců s velmi pozoruhodnou faunou a flórou (například Kobeřice, kde se nachází v současnosti jediné těžené ložisko sádrovce na našem území).
V botanické části jsou prezentovány exempláře mechorostů, lišejníků a hub v kombinaci s herbáři významných zástupců rostlinných čeledí se zaměřením na botanicky zajímavá chráněná území (NPR Velká Kotlina, NPR Praděd, NPR Mionší, NPR Radhošť atd.), endemity a relikty Slezska a severní Moravy.
V zoologické části expozice jsou zdůrazněny především druhy žijící ve Slezsku. Vychází se od vývojově nejjednodušších forem jednobuněčných přes měkkýše a členovce až k obratlovcům.

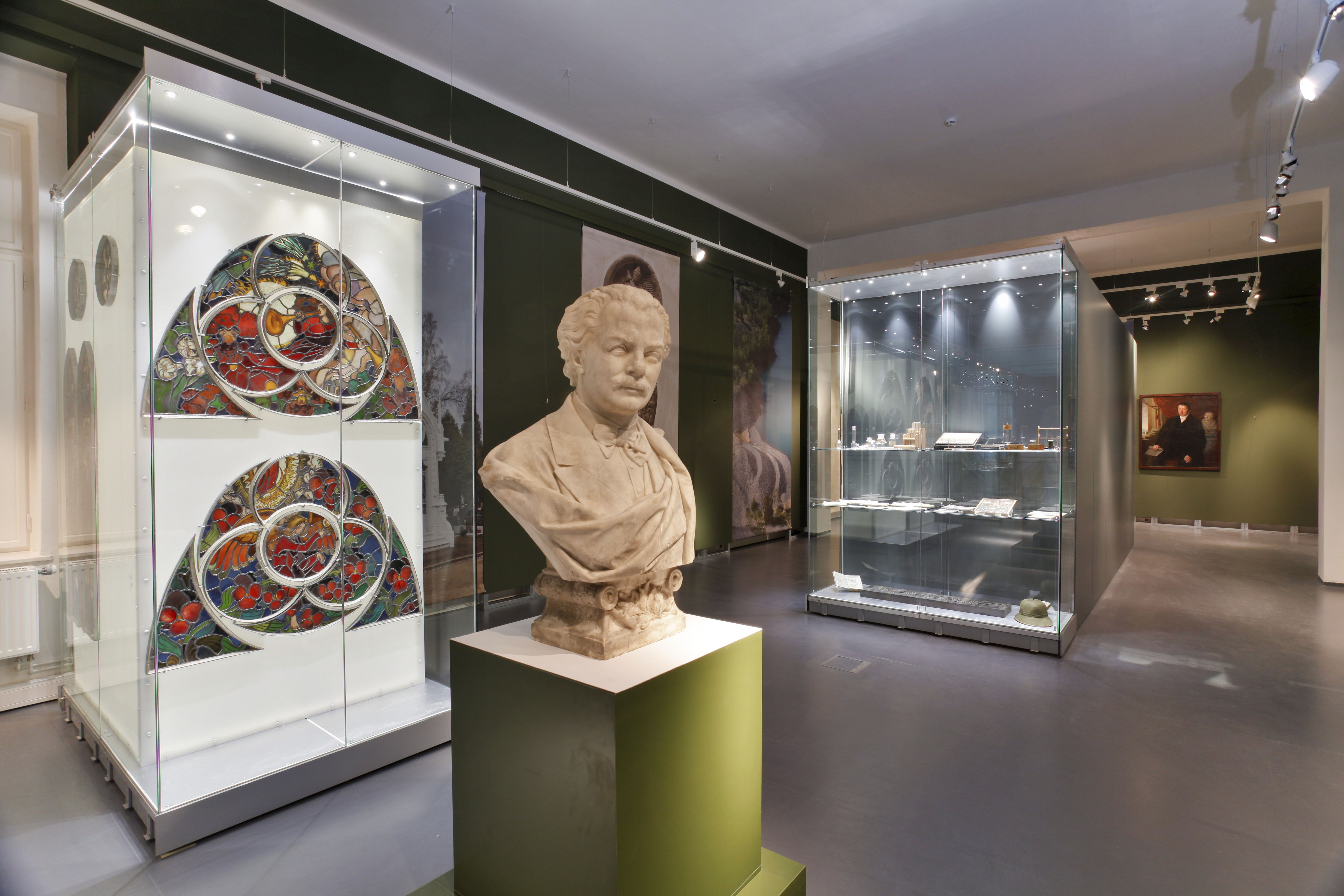
Expozice Křídla myšlenek (2)

### Křídla myšlenek
Expozice připomíná období od konce 18. století do první světové války v dějinách nynějšího českého Slezska jako údobí vyznačující se pozoruhodným sepětím intelektuálního, racionálního a emocionálního hlediska v životě společnosti. V této době zde nacházíme řadu výjimečných osobností a pozoruhodných tvůrčích, intelektuálních a uměleckých výkonů, které české Slezsko proslavily.
Cílem je nejen představit osobnosti vědy, techniky a umění a jejich pozoruhodné životy, ale připomenout celé duchovní prostředí tehdejšího Rakouského Slezska. Jedná se o celkový obraz země – o vědomí trvalého civilizačního standardu a kulturního potenciálu regionu ve smyslu spolupodílu na středoevropské intelektuální a umělecké tradici. Právě tato tradice a její připomínání tvoří spolehlivou oporu identity regionu i v pozdějších dobách, dnešek nevyjímaje, kdy politické a nacionální proměny změnily zemské i státní hranice a setřely či zatemnily duchovní tvářnost tohoto regionu

### Encyklopedie Slezska

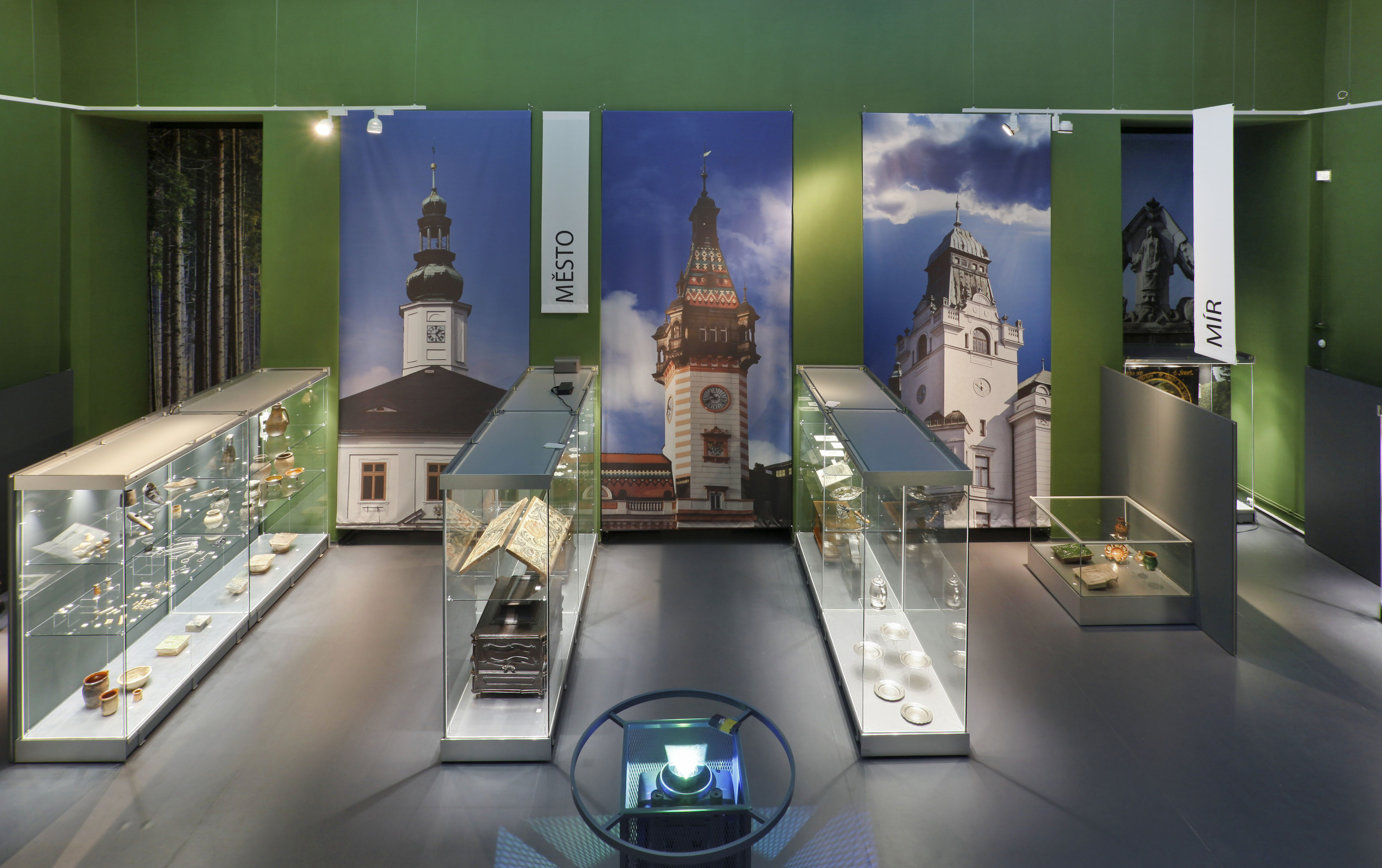
Expozice Encyklopedie Slezska (3)

Myšlenkou Encyklopedie Slezska, části expozice přibližující kaleidoskopickým, výběrovým, tematickým způsobem české Slezsko od pravěku do 20. století s nezbytnými přesahy za tuto časovou hranici směrem k dnešku, je představit zemi Slezsko, její dějiny, kulturu a obyvatelstvo v příkladech.
Návštěvníci by měli získat pocit, jako by listovali živou encyklopedií. Koncepce kriticky reaguje na předcházející expozice z let 1955 a 1981, které se snažily uplatněním vývojového a oborového principu „vědecky“ postihnout fenomén slezského, případně i ostravského regionu. Nové pojetí vychází z antropologického přístupu. Na rozdíl od oborových konstruktů (např. etnografie, archeologie, dějiny umění) předkládá divákovi celostní pojetí prostředí a jeho prožívání. Tak jsou představeny základní sídelní typy (hesla: město a vesnice), je připomenuta výrobní a spotřební činnost závislá na materiálovém bohatství země (hesla: břidlice, keramika, těžba, textil, sklo, krajina, les), přiblíženy jsou představy související s lidským životem i se smrtí (hesla: alegorie, památka, smrt), není opomenuta ani umělecká tvorba jako nejvyšší kulturní instance a duchovní tradice, obojí v regionálních specifikách (hesla: kostel, varhany). Kultura je vnímána jako součást komunikace lidí (hesla: jazyk, divadlo) i ve smyslu civilizačních standardů (hesla: komunikace, obchod, bydlení). Přiblíženy jsou i pojmy související s povědomím o dějinách a jejich regionální specifičnosti (hesla: Slezsko, mír).

### Historie Slezska
Závěrečná část expozice Slezsko vyplňuje prostor vloženého ochozu v prvním patře a je věnována stručnému nástinu dějin celého historického Slezska, ne tedy pouze jeho dnešní české části. Textové, obrazové a grafické informace jsou obohaceny výběrem předmětů stejného typu, opakujících se od pravěku po současnost. Výběr exponátů ilustruje například to, čím se v různých obdobích platilo, čím se lidé zdobili, jakými nástroji se bojovalo nebo pracovalo. Procházka po ochozu umožňuje návštěvníkovi pohled shora a rekapitulaci celé předchozí expoziční části – Encyklopedie Slezska.